# Bernard Thévenet
Bernard Thévenet (Saint-Julien de Civry, Francia, 10 de enero de 1948), apodado Nanar, fue un ciclista profesional desde 1970 hasta 1981, período durante el cual consiguió 100 victorias.
Es conocido, probablemente, por ser quien puso fin al reinado del gran Eddy Merckx, venciendo en el Tour de Francia en dos ocasiones.

## Biografía
En su primera participación en la ronda francesa, Thévenet consiguió una victoria de etapa de alta montaña, con final en La Mongie. En el Tour de Francia 1972, sufrió una aparatosa caída en un descenso y estuvo amnésico temporalmente. Sin embargo, tras recuperarse, decidió continuar en carrera y, cuatro días después, vencía en la etapa con final en el Mont Ventoux. Tras un excelente segundo puesto en el Tour de Francia 1973, tras Luis Ocaña, no participó en la edición de 1974 por enfermedad.
En el Tour de Francia 1975, Thévenet atacó a Eddy Merckx en el Col d'Izoard. Merckx, que fue golpeado por un fan furioso cuando lideraba la prueba, cuyo tratamiento le ocasionó nefrotoxicidad, hepatotoxicidad y problemas digestivos además de dejarle el pecho contracturado, y que sufría dolores crónicos en la espalda, peleó desesperadamente, pero perdió el liderato y nunca más lo recuperó. Aquel año, el primero en el que el Tour finalizaba en los Campos Elíseos, Thévenet ganó su primer Tour.
Dos años después ganaría su segundo y último Tour, el mismo año en que dio positivo en un control de dopaje en la París-Niza. Ese invierno, Thévenet sería ingresado por culpa del consumo continuado de esteroides. Se retiró del ciclismo, admitió públicamente el uso de esteroides e hizo un llamamiento al fin del uso de sustancias dopantes en el deporte.
Actualmente es comentarista deportivo en la televisión francesa.

## Palmarés
| 1969 (como amateur) - 1 etapa del Tour del Porvenir 1970 - 1 etapa del Tour de Francia 1971 - 1 etapa del Tour de Francia - 1 etapa de la Étoile des Espoirs 1972 - Tour de Romandía, más 2 etapas - 2 etapas del Tour de Francia - 1 etapa de la Midi Libre - Tour d'Indre-et-Loire, más 1 etapa 1973 - Campeonato de Francia en Ruta - 2.º en el Tour de Francia, más 2 etapas - 3.º en la Vuelta a España, más 1 etapa - 1 etapa de la Midi Libre - 1 etapa del Tour de l'Aude - 1 etapa de la Dauphiné Libéré 1974 - Volta a Cataluña , más 2 etapas - 1 etapa de la París-Niza - Critérium Internacional | 1975 - Tour de Francia , más 2 etapas - Dauphiné Libéré, más 1 etapa - 1 etapa del Tour de Córcega 1976 - Dauphiné Libéré, más 2 etapas - 1 etapa de los Cuatro Días de Dunkerque - 1 etapa del Tour de Limousin 1977 - Tour de Francia , más 1 etapa - Escalada a Montjuich, más 2 etapas - 1 etapa del Tour de Córcega - 1 etapa de la Dauphiné Libéré - Tour de Haut-Var 1980 - Polynormande 1981 - 1 etapa del Circuit de la Sarthe - 1 etapa del Tour de Vaucluse |

## Resultados en Grandes Vueltas y Campeonatos del Mundo
| Carrera         | Carrera         | 1970 | 1971 | 1972 | 1973 | 1974 | 1975 | 1976 | 1977 | 1978 | 1979 | 1980 | 1981 |
| --------------- | --------------- | ---- | ---- | ---- | ---- | ---- | ---- | ---- | ---- | ---- | ---- | ---- | ---- |
|                 | Giro de Italia  | —    | —    | —    | —    | —    | —    | —    | —    | —    | 31.º | —    | —    |
|                 | Tour de Francia | 35.º | 4.º. | 9.º  | 2.º  | Ab.  | 1.º  | Ab.  | 1.º  | Ab.  | —    | 17.º | 37.º |
|                 | Vuelta a España | —    | 44.º | —    | 3.º  | Ab.  | —    | —    | —    | —    | —    | 14.º | —    |
| Mundial en Ruta | Mundial en Ruta | —    | 13.º | 39.º | —    | 5.º  | 6.º  | 28.º | —    | —    | —    | —    | —    |

—: no participa

Ab.: abandono

## Equipos
- Peugeot (1970-1979)
- Teka (1980)
- Puch-Wolber (1981)